# Cornelis Marinus Pleyte
Cornelis Marinus Pleyte (Leiden, 24 juni 1863 - Batavia, 22 juli 1917) was een Nederlandse Indoloog en museumconservator.
Cornelis Pleyte, zoon van egyptoloog Willem Pleyte die later directeur zou worden van het Rijksmuseum van Oudheden, volgde het gymnasium in Leiden en Delft maar zakte voor zijn eindexamen. Pleyte hield het daarna voor gezien en begon zich toe te leggen op de studie van de land- en volkenkunde, waardoor hij 'assistent' - een onbezoldigde vrijwilligersbaan - kon worden in het 's Rijks Ethnographisch Museum, waar men net begonnen was met een nieuwe inrichting van de zalen. De nieuwe inrichting kwam gereed in 1883, het jaar waarin in Leiden ook een internationaal congres voor oriëntalisten werd gehouden. Met andere studenten begeleidde Pleyte de buitenlandse bezoekers. Ook bezocht hij in 1886 een congres in Wenen en de Colonial and Indian Exhibition in Londen, waardoor hij een internationaal netwerk kon opbouwen. 

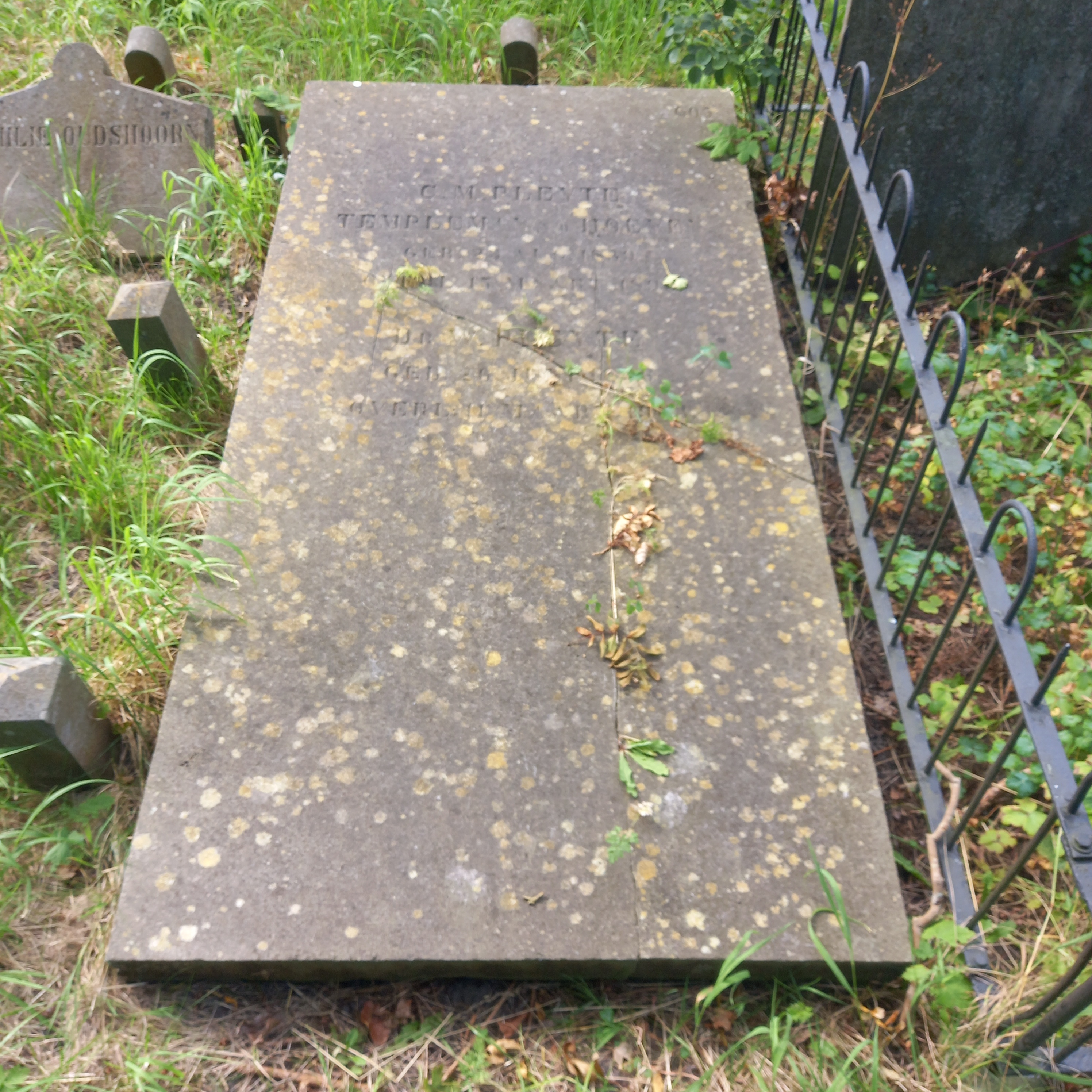
Het graf van Cornelis Marinus Pleyte op Begraafplaats Groenesteeg te Leiden

In 1887, na onenigheden met museumdirecteur Lindor Serrurier, werd Pleyte aangenomen als conservator van het Ethnographisch Museum Artis in Amsterdam, waar de volkenkundige collectie van het Genootschap Natura Artis Magistra werd beheerd. Behalve een gids voor de verzameling schreef Pleyte gedurende zijn Amsterdamse periode een groot aantal artikelen in wetenschappelijke tijdschriften. Pleyte zou tot 1896 beheerder van de collectie blijven; wrijvingen met het bestuur van Artis en een naar zijn bevinden te karig traktement deden hem besluiten op te stappen om in de directie plaats te nemen van de Leidse uitgeverij E.J. Brill.
In 1897 bereikte hem daar het verzoek mee te werken aan de koloniale expositie in het Nederlands paviljoen dat op de Wereldtentoonstelling van 1900 in Parijs te bewonderen zou zijn. Deze opdracht voerde Pleyte naar Nederlands-Indië, waar hij onder meer rondreisde op Sumatra en Bali. De reis liet een grote indruk na en inspireerde hem na thuiskomst tot een aantal publicaties over Indonesische oudheden. Voor de Parijse Wereldtentoonstelling liet Pleyte 28 hindoegodenbeelden maken op Bali. Deze werden als een 'godenpantheon' in het Nederlandse paviljoen op de tentoonstelling in Parijs tentoongesteld. 
In 1902 vertrok hij naar Batavia waar hij leraar werd in de land- en volkenkunde aan het Gymnasium Willem III, een betrekking die hij tot 1913 zou vervullen. Daarna, vanaf 1915 tot aan zijn overlijden in 1917, doceerde hij geschiedenis en volkenkunde aan de in 1914 opgerichte Bestuursschool in Batavia, die opleidde tot bestuursambtenaar. Daarnaast was hij werkzaam als conservator aan het  Museum van het Bataviaasch Genootschap van Kunsten en Wetenschappen (nu het Museum Nasional te Jakarta),  waar hij veel veranderingen doorvoerde. Hij stierf op 54-jarige leeftijd aan een zware astma-aanval.

## Beelden op de Wereldexpositie

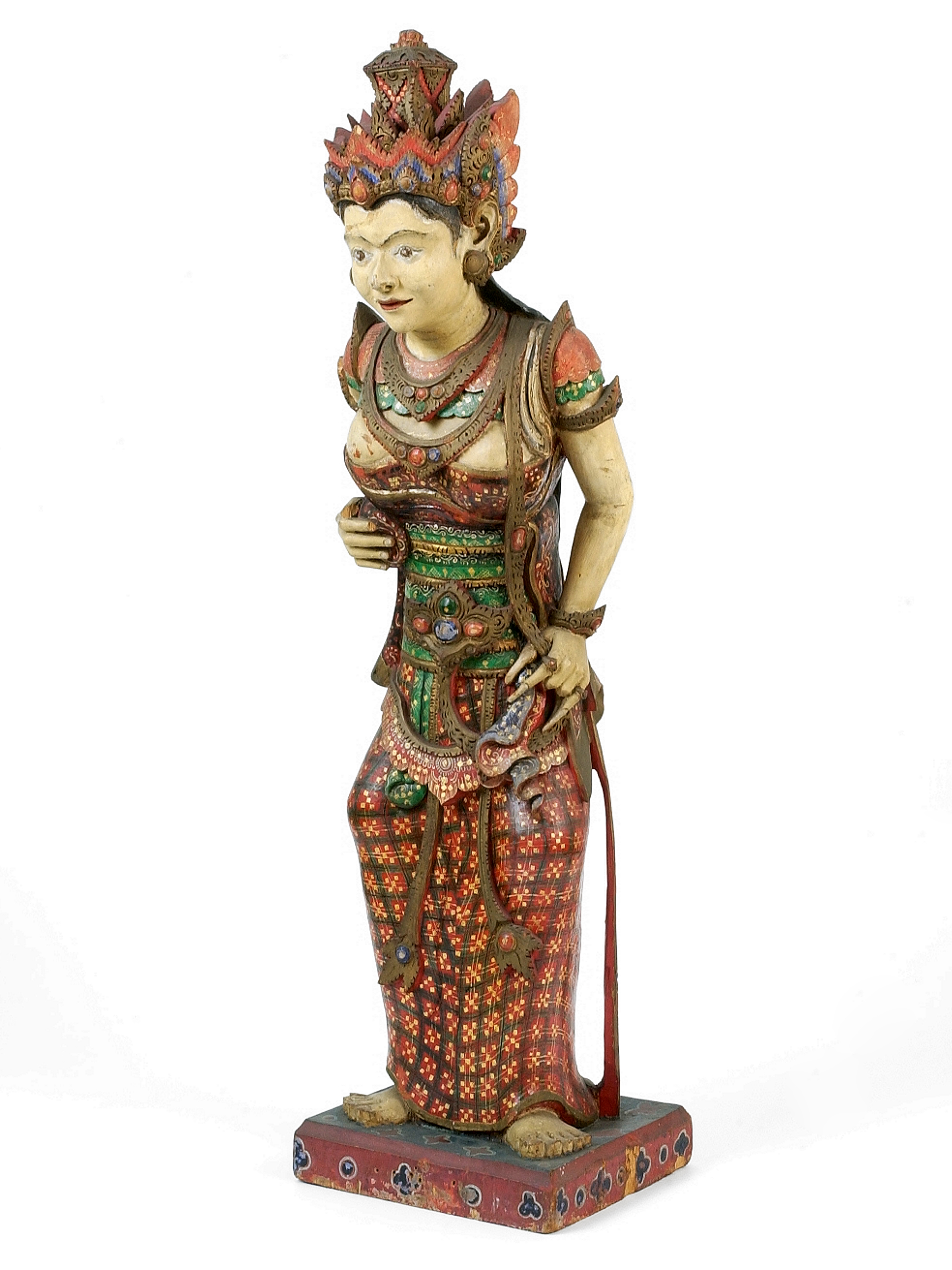
Beeld van Uma, de gemalin van Shiva
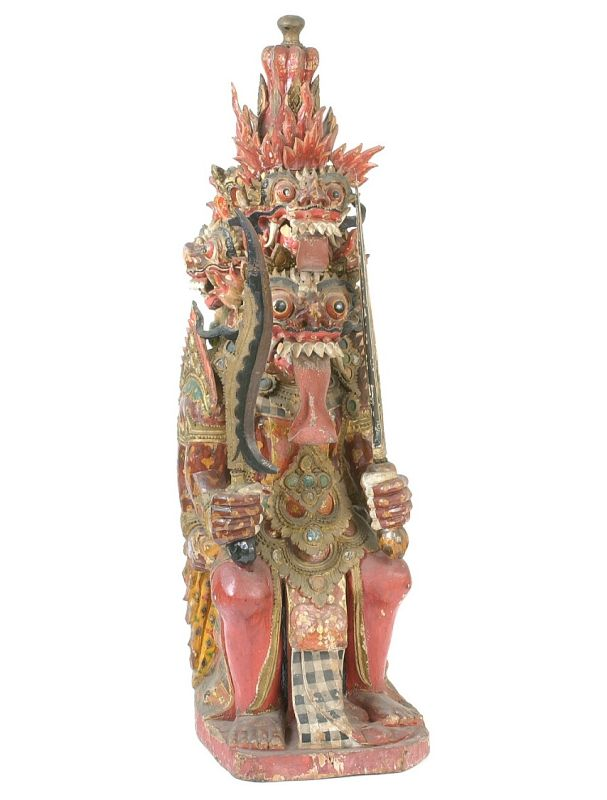
Beeld van Brahma
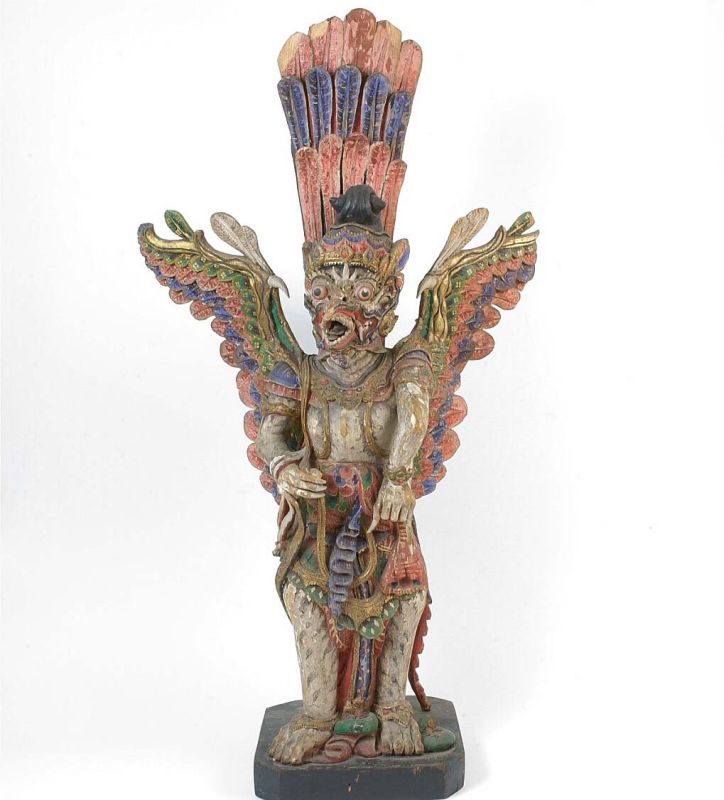
Beeld van Garuda, het rijdier van Vishnu
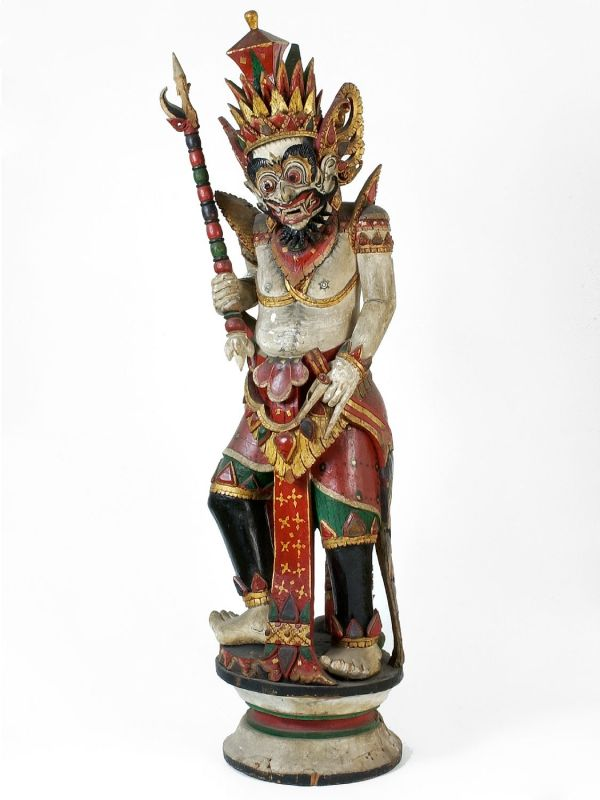
Beeld van de hellegod Yama
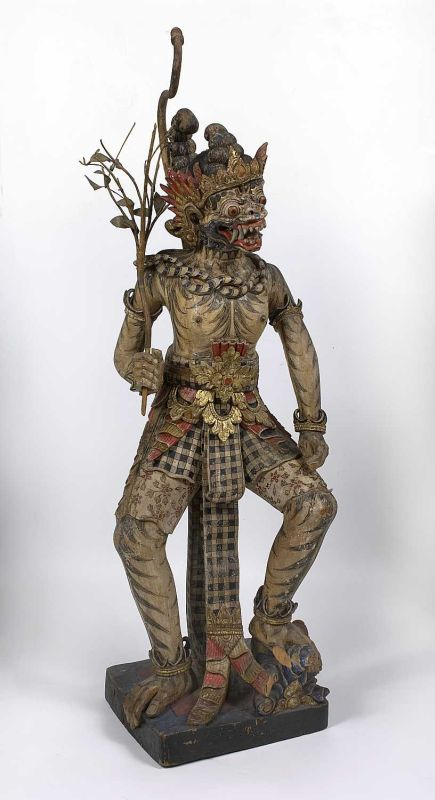
Beeld  van Hanuman, de generaal van het apenleger